# Thor-Able

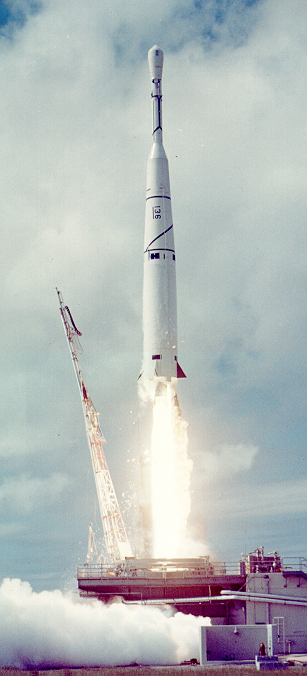
Lançamento do satélite Transit 1A a bordo de um Thor-Able II.

O Thor-Able, foi um veículo de lançamento descartável e também um foguete de sondagem de origem 
Norte americana. Usado em uma série de experimentos de reentrada atmosférica e lançamento de satélites entre 1958 e 1960.
Ele foi um foguete de dois estágios, constituído por um ICBM Thor no primeiro e um Able, derivado do
Vanguard no segundo. Em alguns voos, um Altair era adicionado como terceiro estágio.
Ele foi um membro da família de foguetes Thor, e um antigo ancestral da família de foguetes Delta. 